# Karlsruhe (könnyűcirkáló)
A Karlsruhe német, K osztályú könnyűcirkáló volt a második világháborúban. Testvérhajói a Königsberg és a Köln voltak. A K osztály volt a németek első cirkálóosztálya, amit csavarozás helyett hegesztéssel építettek, és ezekre a hajókra szerelték fel először az új, három löveges 150 mm-es tornyokat.
A Karlsruhét 1927. augusztus 20-án bocsátották vízre, majd 1929. november 6-án állt hadrendbe, mint kiképzőhajó. A hajó világ körüli utazásra indult, de a hajótörzs gyengesége miatt kénytelen volt megállni San Diegóban, ahol kijavították a hibát. Az 1930-as évek során még számos tengerentúli utat tett. A spanyol polgárháború alatt, 1937 januárjában és februárjában, a Karlsruhét Spanyolország és Portugália partjaihoz küldték járőrözni.
1940 áprilisának elején, a 4. hajóraj tagjaként, a Karlsruhe is részt vett a Norvégia elleni támadásban, a Weserübung hadműveletben. A hajóraj többi hajójával, a Seeadler, a Greif és a Luchs nevű torpedónaszádokkal együtt, szárazföldi csapatokat szállított Kristiansandba. Április 9-én, amikor hazafelé tartott Németországba, Kristiansand közelében a Truant nevű brit tengeralattjáró megtámadta. A támadás során a hajót egy torpedótalálat érte, amelynek következtében mindkét motorja, valamint az erőműve is működésképtelenné vált. A Karlsruhe legénységét a Grief torpedónaszád vette fel, mielőtt 22.50-kor, két torpedóval elsüllyesztették a mozgásképtelen cirkálót.

## A hajó roncsa
A Karlsruhe mély vízben süllyedt el, és pontos helyzetét sem ismerték több mint 80 éven át. A roncsra 2020-ban találtak rá, Kristiansandtól délkeletre 11 tengeri mérföld (kb. 20 km) távolságban, 490 méteres mélységben, miközben tenger alatti elektromos kábeleken végeztek munkálatokat a Skagerrakban.

## Parancsnokok
- Eugen Lindau – 1929. október 10. – 1929. november 6. (képzés)
- Eugen Lindau – 1929. november 6. – 1931. szeptember 25.
- Erwin Wassner – 1931. szeptember 25. – 1932. december 8.
- Harsdorf von Enderndorf – 1932. december 8. – 1934. szeptember 16.
- Gunther Lutjens – 1934. szeptember 16. – 1935. szeptember 23.
- Leopold Siemens – 1935. szeptember 23. – 1937. szeptember 29.
- Erich Forste – 1937. szeptember 29. – 1938. május 21.
- JAVÍTÁS – 1938. május 21. – 1939. november 13.
- Friedrich Rieve – 1939. november 13. – 1940. április 10.

## Külső hivatkozások
- Német Tengerészet Történelme – A Karlsruhe könnyűcirkáló (angol)
- Karlsruhe fotógaléria Archiválva 2007. augusztus 26-i dátummal a Wayback Machine-ben (angol)
- INKA (angol)